# Sieppijärvi
Sieppijärvi är en tätort (finska: taajama) i Kolari kommun i landskapet Lappland i Finland. Vid tätortsavgränsningen 31 december 2012 hade Sieppijärvi 240 invånare och omfattade en landareal av 1,41 kvadratkilometer.

## Befolkningsutveckling
| Befolkningsutvecklingen i Sieppijärvi 1960–2012 | Befolkningsutvecklingen i Sieppijärvi 1960–2012 | Befolkningsutvecklingen i Sieppijärvi 1960–2012 | Befolkningsutvecklingen i Sieppijärvi 1960–2012 | Befolkningsutvecklingen i Sieppijärvi 1960–2012 |
| ----------------------------------------------- | ----------------------------------------------- | ----------------------------------------------- | ----------------------------------------------- | ----------------------------------------------- |
|                                                 |                                                 |                                                 |                                                 |                                                 |
| År                                              |                                                 |                                                 | Folkmängd                                       | Landareal (km²)                                 |
| 1960                                            | 1960                                            |                                                 | 543                                             | 3,60                                            |
| 1970                                            | 1970                                            |                                                 | 500                                             | 3,60                                            |
| 1980                                            | 1980                                            |                                                 | 440                                             | 4,8                                             |
| 2012                                            | 2012                                            |                                                 | 240                                             | 1,41                                            |